# Monumento a los próceres del ALBA
El Monumento a los próceres del ALBA  es un monumento que fue erigido en 2013 en honor a los próceres del  Alianza Bolivariana para los Pueblos de Nuestra América (Alba). Está ubicado dentro del parque Pedro Joaquín Chamorro en la ciudad de Managua, capital de Nicaragua (miembro del ALBA). Está hecho de nueve columnas diseñadas por el artista nicaragüense Sócrates Martínez menos la columna del Ecuador con la figura de Eloy Alfaro que es obra del artista ecuatoriano Pavel Egüez. Las nueve columnas representan los 8 países miembros del ALBA y el miembro observador (Haití) en fecha del 2012.

## Las Columnas
La primera columna (empezando por la izquierda) representa a Venezuela dónde están pintados el libertador Simón Bolivar y el presidente venezolano difunto Hugo Chávez. La segunda representa a Cuba con los rostros de los revolucionarios José Martí, Che Guevara, Camilo Cienfuegos y Fidel Castro. La tercera está erigida para Bolivia y lleva el retrato del líder Aymara Tupac Katari con la bandera Wiphala. La cuarta columna es la de Nicaragua donde están dibujados la bandera nacional y el revolucionario Augusto Sandino. La quinta representa al país de Dominica y aparece su bandera, una parroquia y la imagen de la difunta primera ministra Eugenia Charles. La sexta representa al país caribeño de San Vicente y las Granadinas y su héroe nacional Joseph Chatoyer. La séptima representa al país caribeño de Antigua y Barbuda dónde se puede apreciar la bandera nacional y el héroe nacional Vere Bird. La octava representa a Ecuador y su expresidente Eloy Alfaro. La última y novena columna representa a Haití y a Alexandre Pétion, el líder haitiano quién ayudó a Simón Bolivar a liberar a Suramérica.

## Controversia
La realización de esta obra ha sido un poco controvertida. En primer lugar, la familia del periodista asesinado Pedro Joaquín Chamorro Cardenal se ha quejado que el nombre del parque a nombre de su familiar iba a cambiar para llevar el nombre de la organización ALBA. Pero al final se abandonó el proyecto de cambiar el nombre del parque. En segundo lugar se escribió que el monumento había sido construido ilegalmente y sin autorización del Consejo Municipal.